# بولس سماحة
الأب بولس سماحة، الرئيس العام السابق لجمعية الآباء المخلصيين وغيره من رجال الدين العين ابليين ومقرها الرئيسي في دير المخلص جون على مسافة قريبة من صيدا.
واعظ وكاتب عرف بحسن التدبير في جمعيته والمؤسسات الدينية التي عمل فيها.